# Madona (opera)
Madona je opera o jednom dějství českého skladatele Miloše Sedmidubského na vlastní libreto podle novely Sergeje Machonina. Premiéru opery uvedlo 9. května 1964 Divadlo Josefa Kajetána Tyla v Plzni.

## Vznik, charakteristika a historie
Prvním hudebně-dramatickým dílem skladatele Miloše Sedmidubského byl balet Petr a Lucie (na stejnojmennou předlohu Romaina Rollanda, 1956–1957), který však nebyl uveden. Následovala operní jednoaktovka Madona, která vznikla podle krátké povídky Sergeje Machonina, jež vyšla 12. května 1962 v Literárních novinách; na malé ploše v mírně společensky kritickém duchu je představována titulní ženská postava, stereotypní ideál ženy nezištně obětující svůj život podpoře nadaného, ukřivděného muže. Sedmidubského zaujala natolik, že ji ihned upravil na operní libreto a v letech 1963 až 1963 ji zhudebnil. Již v květnu 1964 se konala i její premiéra v Plzni, kde Sedmidubský v letech 1957–1961, až do svého odchodu do angažmá ve (východním) Berlíně, dirigoval v divadle a vyučoval na hudební škole. Madona byla při této příležitosti kombinována do celovečerního programu se dvěma operními aktovkami Bohuslava Martinů, Jak lidé žijí (v československé premiéře) a Veselohra na mostě.
Hudební publicista Bohumil Karásek v odborné revue Hudební rozhledy označil Madonu za „celou svou dramaturgickou koncepcí zajímavý pokus“. Tresť děje shrnuje takto: „Vlastně jediná rozsáhlá scéna z putyky dnešního jihočeského městečka […], kde z pozadí hostů popíjejících své pivo vystupují jednotlivé figurky a postavy se svými příběhy a dramaty. Katalyzátorem děje je postava redaktora z Prahy, kterého sem přivede na občerstvení okresní tajemník. Hlavní rolí této dramatické momentky stává se kdysi nadaný inženýr, nespravedlivě odvolaný ze stavby přehrady a upíjející nyní pravidelně svůj talent. Rvačka a zásah inženýrovy, do té doby zcela pasívní, trpící ženy – madony – která nepřestala věřit v jeho talent a v to, že se vnitřně opět vzchopí, otevírá příběh dalšímu pokračování už mimo jeviště.“ Sedmidubského hudba podle Karáska vychází především ze stylových zásad Leoše Janáčka a „dovede navodit celkovou situaci a ve zkratce poměrně dobře charakterizovat jednotlivé hlavní postavy, která má i dobrý gradační rozvrh a svůj spád“, avšak celé dílo působí spíše jako studie k rozsáhlejší opeře, v níž by se teprve ukázalo, zda skladatel nalezne svůj individuální hudební jazyk a zvládne širší dramatickou plochu. Hudební pedagog a kritik Vladimír Koula v recenzi pro plzeňský deník Pravda kritizoval Sedmidubského libreto jako „kusé a problematické“. Především mu vadilo nevyjádření vztahu manželky inženýra Vacka – titulní „Madony“ – která až na pár slov na konci opery mlčí. „Teprve z hudební lyrické myšlenky, která provází její příchod na scénu, a ze závěru – uklidnění kontrastující s většinou hudby, která je v opeře rytmicky proměnlivá, neklidného tepavého charakteru – se její lidský vztah konkretizuje.“
I když v rámci inscenace zaujala kritiku a diváky nejvíce premiéra dosud neznámé opery B. Martinů, měla Sedmidubského Madona příznivý ohlas a autor za ni dostal v následujícím roce jednu z hlavních cen v oboru hudby v umělecké soutěži k 20. výročí osvobození ČSSR Sovětskou armádou.

## Osoby a první obsazení
| osoba                   | hlasový obor | premiéra (9. května 1964) |
| ----------------------- | ------------ | ------------------------- |
| Ing. Vacek              | baryton      | Jaroslav Kantor           |
| Jeho žena               | mezzosoprán  | Libuše Neubarthová        |
| Štancl                  | tenor        | Josef Hořický             |
| Starý Jůza              | tenor        | Jaroslav Novotný          |
| Mladý kameník           | tenor        | Jaroslav Hlubek           |
| Starý kameník           | bas          | Karel Harvánek            |
| Redaktor                | baryton      | Vilém Míšek               |
| Lidé v hospodě          |              |                           |
| Dirigent: Bohumír Liška |              |                           |
| Režie: Bohumil Zoul     |              |                           |
| Scéna: Vladimír Heller  |              |                           |

## Děj opery
Odehrává se v jihočeském městečku kolem roku 1960. Do hospody, kde právě probíhají okouní hody, přivádí okresní tajemník redaktora novin z Prahy. Toho ihned zaujme charismatický, ale již podnapilý inženýr Vacek, který si hlasitě stěžuje na nedostatečnou prozřetelnost svých nadřízených při plánování meliorací; a také jeho manželka, mlčenlivá mladá žena uhrančivé tváře. K redaktorovi se několikrát přitočí starý pytlák Jůza, sděluje mu tajnosti ze života dravých okounů, a také Štencl, kustod místního novogotického zámku, o kterém tajemník redaktorovi prozrazuje, že je to bývalý fabrikant a drobný kolaborant z doby okupace. Štencl je ale poměrně spokojen: zděděná fabrika ho nebavila, vždy ho zajímalo umění, kterého má na zámku dostatek. Stranou se přou o smyslu své práce dva kameníci, starý a mladý, pracující na opravě zámecké věže.
Kastelán zatím redaktorovi vypráví životní příběh inženýra Vacka. Býval to vynikající stavitel přehrad, byl nadaný ve všech možných oborech a již jako student získal mezinárodní uznání. Ale také je rebelant a furiant, rychle si znepřátelil své nadřízení, které upozorňoval na jejich chyby. A tak byl nespravedlivě odsunován do stále okrajovějších zaměstnání, až skončil tady, na místě hluboko pod jeho schopnostmi, zatrpklý a propadlý alkoholu. Jeho žena si ho vzala, když už byl na sestupu, a i když ji manžel týrá a trápí, obětavě ho vždy následuje. Není hezká, ale podle Štencla má tvář podobnou gotickým madonám Mistra vyšebrodského oltáře.
V tu chvíli opilý inženýr přistoupí k redaktorovi, v němž vidí reprezentanta světa mimo zatuchlé lokální poměry, a snaží se mu vysvětlit, jaký je zneuznaný talent. Nesouvisle vypráví o stavbě přehrad, o tom, jaká je to práce, poezie, věda a umění, kterou tady nikdo nemůže pochopit, protože nikdo není inteligent, natož génius jako on. Málokdo si ho všímá, ale když uráží všechny kolem a vykřikuje, co ještě zmůže a postaví, konfrontuje ho mladý kameník tvrdými slovy. Vacek prý už nezmůže nic, jen se opíjet jako zvíře; on sám si svou povahou zničil život i talent. Rozzuřený Vacek svou moc demonstruje tím, že hrubě uráží svou manželku. Ta sedí nehybně s tichým úsměvem a rukama v klíně, ale mladý kameník se s Vackem dá do rvačky a hravě ho – bývalého boxera – přemůže. Teprve teď „madona“ zasáhne; kameníkovi nařídí, aby jejího muže nechal, sbírá manžela ze země a odvádí ho domů, dodávajíc mu odvahy do stavby nových přehrad. Všichni jí s nábožnou úctou ustupují z cesty.

## Instrumentace
Dvě flétny, dva hoboje, dva klarinety, dva fagoty; čtyři lesní rohy, dvě trubky, tři pozouny, tuba; tympány, bicí souprava, xylofon; harfa; smyčcové nástroje (housle, violy, violoncella, kontrabasy).